# William Rune Liltved
William Rune Liltved (nascido em 1960) é um malacologista e botânico sul-africano.
Liltved concluiu o ensino médio em 1979 e foi contratado pelo South African Museum da Cidade do Cabo. Ele estudou moluscos marinhos na Academia de Ciências da Califórnia em San Francisco. A sua carreira levou-o a estudar moluscos no Pacífico Sul tropical, Nova Zelândia, Austrália, Caribe, Mar Mediterrâneo, costa oeste da Califórnia e golfo da Califórnia, Ilha de Gonçalo Álvares e Tristão da Cunha, e extensivamente ao sul da África.